# La dama di picche (opera)
La dama di picche, op. 68 è un'opera in tre atti e sette scene composta da Pëtr Il'ič Čajkovskij con libretto di Modest Čajkovskij (suo fratello minore) revisionato ed integrato dal compositore, basata sull'omonimo racconto di Aleksandr Puškin.

## Storia della composizione
L'amministrazione dei teatri imperiali nel 1887 propose a Čajkovskij di comporre un'opera sul soggetto creato da Ivan Vsevoložskij, sulla base del racconto di Puškin. Dapprima egli rifiutò l'offerta, ma due anni dopo ci ripensò ed accettò. L'opera venne composta in buona parte tra gennaio e marzo del 1890, mentre il compositore si trovava all'Hotel Washington a Firenze.
Il soggetto originale venne radicalmente cambiato dal fratello del musicista, Modest, che scrisse il libretto, anche se durante la composizione lo stesso Čajkovskij vi apportò dei cambiamenti. Particolarmente impegnativa è la parte di Herman, che canta in tutte le scene: essa fu ultimata in collaborazione con il tenore Nikolaj Figner, al quale venne affidato il difficile ruolo per la prima. Nella seconda metà del 1890 l'opera venne completata e venne messa in scena il 7 (19) dicembre al teatro Mariinskij di San Pietroburgo, sotto la direzione di Eduard Nápravník. Il successo fu enorme.
Così Pëtr Il'ič Čajkovskij scriveva: «Tutti i miei amici sono entusiasti de La dama di picche. Mi pare che l'opera sia in effetti riuscita bene, ma va detto che il libretto è splendido nel vero senso del termine. Devo confessare che mi piace più di tutte le altre che ho composto e che non riesco a suonare molti passaggi come si deve per l'emozione traboccante. Mi toglie il respiro e ho voglia di piangere! Mio Dio, è possibile che mi sbagli? Vedremo».
Per un certo periodo l'opera venne rappresentata in francese, con il titolo Pique dame. Oggi però viene rappresentata sempre nella versione originale russa.
L'organico dell'orchestra è il seguente:
- Archi: violini I, violini II, viole, violoncelli e contrabbassi
- Legni: ottavino, 3 flauti, 2 oboi, corno inglese, 2 clarinetti (in si bemolle e la), clarinetto basso (in si bemolle), 2 fagotti
- Ottoni: 4 corni (in fa), 2 trombe (in si bemolle e la), 3 Tromboni, Tuba
- Percussioni: timpani, tamburo, grancassa
- Altro: pianoforte, arpa
- Fuori scena: trombe e tamburi dei bambini

## Trama
L'azione ha luogo a San Pietroburgo alla fine del XVIII secolo.

### Atto I
Scena prima: Nel Giardino d'estate. Gli ufficiali Surin e Čekalinskij parlano dello strano comportamento del loro conoscente Herman, un altro ufficiale di origine tedesca, povero e ambizioso: egli passa le sue notti nelle sale da gioco, senza però mai osare tentare la sorte. Arriva proprio Herman, accompagnato dal conte Tomskij, e racconta di essere follemente innamorato, ma di non sapere nemmeno il nome della sua amata. Si unisce al gruppo il principe Eleckij, che parla del suo imminente fidanzamento con la nipote di una ricca contessa: Herman apprende con sgomento che la fidanzata in questione è proprio la sua innamorata, che si chiama Liza, perché in quel momento ella passa lì vicino accompagnando sua nonna. Le due donne, notando lo sguardo dell'infelice Herman, sono prese da oscuri presentimenti. Tomskij racconta la leggenda che circonda la fortuna della vecchia contessa: da giovane era molto bella, ma aveva perso una fortuna al gioco. Era vissuta in Francia, dove incontrò il conte di Saint Germain che, ammaliato da lei, le confidò il segreto per vincere al gioco delle tre carte, così ella seppe rifarsi delle perdite precedenti e vincere una fortuna. La contessa confidò il segreto prima al marito e poi ad un amante, ma in seguito le apparve un fantasma che le fece un'oscura profezia: la donna avrebbe rivelato il segreto a un terzo uomo innamorato, per poi morire a causa di "un colpo". Herman è molto colpito dal racconto e inizia a pensare al sistema per impadronirsi del segreto e allo stesso tempo far sua Liza, ma proprio in quel momento inizia una tempesta e tutti, tranne lui, se ne vanno.
Scena seconda: A casa della contessa. Liza è con le sue amiche che cantano, mentre lei ripensa malinconicamente a Herman. Rimasta sola nella sua camera, lascia aperta la porta del terrazzo, quando compare Herman che si getta ai suoi piedi. La fanciulla resiste alla sua corte e gli ricorda che è promessa in moglie a un altro uomo, ma alle sue insistenze ammette di essere innamorata a sua volta di lui. Il loro idillio si interrompe quando la contessa bussa alla porta: Liza fa nascondere Herman mentre l'anziana donna rimprovera alla nipote la condotta che ha avuto nella serata appena trascorsa, ben poco consona a una fanciulla di buona famiglia quale lei è. Una volta che la contessa se n'è andata, i due si dichiarano a vicenda il loro amore, e Liza decide di rinunciare alla corte del suo promesso sposo: in realtà Herman è tanto ammaliato da Liza quanto desideroso di scoprire il segreto delle tre carte, e medita di trarre vantaggio dalla relazione con la fanciulla.

### Atto II
Scena prima: A un ballo in maschera. I compagni di Herman lo prendono in giro per la sua ossessione di impadronirsi del segreto delle tre carte. Intanto Eleckij nota che Liza è triste e le assicura il suo amore, promettendole inoltre di fare un passo indietro qualora lei non lo ami a sua volta; la fanciulla rimane colpita dalle sue parole, ma il suo amore per Herman è troppo forte per rinunciarvi. Poco dopo arriva la contessa, ma quando il suo sguardo incontra quello di Herman, entrambi provano un brivido. Intanto il maestro di cerimonie annuncia l'inizio dell'intermezzo La fedeltà delle pastorelle, dopo il quale Liza dà a Herman di nascosto le chiavi della stanza della nonna, dicendogli che la vecchia sarà assente l'indomani. Il giovane però decide di recarsi dalla contessa quella notte stessa, per carpirle il segreto delle tre carte. La festa viene interrotta dall'arrivo a sorpresa della zarina: tutti la accolgono al suono di una marcia trionfale. 
Scena seconda: Nella camera della contessa. Mentre Herman sta aspettando Liza osserva il ritratto della contessa da giovane. La donna arriva attorniata dalle sue serve, che la aiutano a prepararsi per la notte prima di essere da lei scacciate in malo modo. La contessa, ormai molto vecchia, ripensa con rimpianto alla perduta giovinezza trascorsa a Parigi. Herman le si presenta e la implora di svelarle il segreto delle tre carte proponendole di prendere per sé la maledizione che esso comporta, ma lei, terrorizzata, tace; quando Herman la minaccia con una pistola, la contessa cade a terra morta per un infarto senza aver rivelato il suo segreto. Allertata dal rumore arriva Liza, che vede il suo innamorato ancora armato e la nonna riversa a terra. Pensando che Herman abbia ucciso sua nonna, la ragazza lo scaccia, maledicendolo.

### Atto III
Scena prima: Nella camera di Herman in caserma. Herman legge un messaggio di Liza: la ragazza crede alla sua innocenza, ma gli chiede un incontro chiarificatore. Herman si scopre tuttavia incapace di pensare razionalmente: nella sua testa sente ancora i cori funebri delle esequie della contessa, durante le quali è convinto di aver visto la defunta strizzargli l'occhio. L'uomo è ormai impazzito, sospeso tra l'amore per Liza e l'ossessione per le tre carte: egli è sicuro di essere "l'uomo innamorato" della profezia e che la contessa sia effettivamente morta per "un colpo" (al cuore), ma non comprende come mai non sia venuto in possesso del segreto. In quel momento, con una folata di vento appare lo spettro della contessa che, pur sdegnata, gli rivela il segreto delle tre carte: per vincere dovrà giocare il tre, il sette e l'asso. La contessa gli impone inoltre di non essere avido e di sposare sua nipote. 
Scena seconda: Presso il canale d'inverno. Liza aspetta l'amato passeggiando lungo il fiume e riflettendo sulle sue sventure. Finalmente, allo scoccare della mezzanotte, Herman arriva ripetendo le parole che ha sentito dallo spettro della contessa: capendo che ormai il suo amato sia totalmente soggiogato dal gioco Liza lo implora di dimenticare tutto e scappare insieme a lei, ma lui non le dà ascolto e scappa via per andare a giocare e così diventare ricco. Convinta che oramai tutto sia perduto, Liza si getta nel fiume.
Scena terza: Alla bisca. Gli ufficiali giocano e si divertono tra canti e risate. C'è anche Eleckij che, avendo scoperto l'amore tra Liza e Herman, ha rotto il fidanzamento con la ragazza. Arriva Herman e si mette a giocare: tra la sorpresa generale egli vince la prima e la seconda giocata con il tre ed il sette, guadagnando una somma strepitosa. Alla terza mano decide di puntare tutti i suoi averi, ma nessuno osa più sfidarlo. Si fa avanti allora il principe Eleckij che, deciso a vendicarsi sul rivale, accetta la sfida. Sicuro della vittoria Hermann non guarda neppure la carta e annuncia: "Asso!"; invece appare la dama di picche, nella quale Herman crede di riconoscere il ghigno della contessa. Disperato Hermann si suicida e, agonizzante, chiede perdono a Liza. I presenti lo degnano appena di un cenno di pietà, prima di rimettersi a giocare.

## Struttura dell'opera
- Introduzione

### Atto I
Scena prima
- 1 Coro dei bambini, delle bambinaie e altri
- 2 Scena e arioso di Herman
- 3 Coro delle persone a passeggio e scena
- 4 Quintetto e scena
- 5 Scena e ballata di Tomskij
- 6 Scena finale. La tempesta

Scena seconda
- 7 Duetto
- 8 Scena, romanza di Polina e canzone russa con coro
- 9 Scena e arioso della governante
- 10 Scena finale, aria di Liza e arioso di Herman

### Atto II
Scena prima
- 11 Intermezzo e coro
- 12 Scena e aria del principe Eleckij
- 13 Scena
- 14 Intermezzo: La fedeltà delle pastorelle
  - Coro dei pastori e delle pastorelle
  - Danza dei pastori e delle pastorelle (sarabanda)
  - Duetto di Prilepa e Milovzor
  - Finale
- 15 Scena finale

Scena seconda
- 16 Scena e coro
- 17 Scena finale

### Atto III
Scena prima
- 18 Intermezzo e scena
- 19 Scena

Scena seconda
- 20 Scena e arioso di Liza
- 21 Scena e duetto

Scena terza
- 22 Coro e scena
- 23 Canzone di Tomskij e coro dei giocatori
- 24 Scena finale e aria di Herman

## Discografia parziale
- Queen of Spades (Pique Dame) - Mstislav Rostropovich/Orchestre national de France/Bernd Weikl/Galina Vishnevskaya, 1977 Deutsche Grammophon

## DVD parziale
- Dama di picche - Gergiev/Grigorian/Guleghina, 1992 Philips